# Bunriha-rörelsen
Bunriha-rörelsen (分離派建築会 Bunriha Kenchiku Kai, "Secessionistiska Arkitektursällskapet") grundades av studenter från Tokyos Kejserliga Universitet (numera Tokyos universitet) som utexaminerats år 1920, och var Japans första modernistiska rörelse. De var delvis inspirerade av wiensecessionen, expressionismen och Bauhausskolan, och förde bland annat fram sina tankar genom utställningar på varuhus och genom tidskrifter.